# Awa III
Mar Awa III (nascido como David Royel em 1975) é um religioso assírio-americano que atua como o 122º Católico-Patriarca da Igreja Assíria do Oriente. Anteriormente, ele serviu como secretário do Santo Sínodo da Igreja Assíria.

## Biografia
David Royel nasceu em 1975, na cidade de  Chicago, filho de Koresh e Flourence Royel. Ele é um assírio-americano de primeira geração. Seu envolvimento na Igreja Assíria do Oriente começou muito jovem. Aos 16 anos foi ordenado subdiácono e no ano seguinte tornou-se diácono. Ele foi ordenado por Mar Dinkha IV. Ambas as ordenações aconteceram na Catedral de Mar Gewargis em Chicago.  

## Educação
Awa III fez Filosofia e Teologia na Universidade Loyola, em Chicago. Também é doutor em Ciências Eclesiásticas Orientais, pelo Pontifício Instituto Oriental, em Roma.

## Eleição como Catholicos-Patriarca
Em 6 de setembro de 2021, Mar Gewargis III renunciou formalmente como Patriarca  durante uma Sessão Extraordinária do Santo Sínodo da Igreja Assíria do Oriente, deixando a Sé Patriarcal vaga. Em 8 de setembro de 2021, o Santo Sínodo elegeu Mar Awa Royel, para suceder Mar Gewargis III como o 122º Católico-Patriarca da Igreja Assíria do Oriente.
Esta foi uma decisão histórica, pois Mar Awa Royel, foi o primeiro patriarca Assírio nascido no Ocidente (Estados Unidos). 